# 유엔 산업 개발 기구
유엔 산업개발기구(유엔 産業開發機構, United Nations lndustrial Development Organization, UNIDO)는 개발 도상국의 경제 발전과 산업기반의 정비지원을 목적으로 설립한 유엔의 전문 기관이다. 1966년의 총회 결의에 따라 내년 출범 유엔 총회의 보조 기관이 독립하는 방식으로 전문 기관으로 1986년 설립되었다. 2007년 현재 171개 나라가 가입하고 있으며, 각지에 사무소 바탕을 둔다. 본부는 오스트리아 빈에 있다.

## 개요
개발도상국 (특히 아프리카 같은 LDC국가) 산업의 지속 가능한 발전을 지원하고, 환경 등 산업 발전 문제를 극복하고 사람들의 삶과 세계의 번영을 목표로 한다.

## 회원국
- 리스트 A (94개국) - 아프가니스탄, 알제리, 앙골라, 바레인, 방글라데시, 베냉, 부탄, 보츠와나, 부르키나파소, 부룬디, 캄보디아, 카메룬, 카보베르데, 중앙아프리카 공화국, 차드, 중화인민공화국, 코모로, 콩고 공화국, 코트디부아르, 콩고 민주 공화국, 지부티, 이집트, 적도기니, 에리트레아, 에티오피아, 피지, 가봉, 감비아, 가나, 기니, 기니비사우, 인도, 인도네시아, 이란, 이라크, 이스라엘, 요르단, 카지흐스탄, 케냐, 조선민주주의인민공화국, 대한민국, 쿠웨이트, 키르기스스탄, 라오스, 레바논, 레소토, 라이베리아, 리비아, 마다가스카르, 말라위, 말레이시아, 몰디브, 말리, 모리타니, 모리셔스, 몽골, 모로코, 모잠비크, 미얀마, 나미비아, 네팔, 니제르, 나이지리아, 오만, 파키스탄, 파푸아뉴기니, 필리핀, 카타르, 르완다, 상투메 프린시페, 사우디아라비아, 세네갈, 세이셸, 시에라리온, 소말리아, 남아프리카 공화국, 스리랑카, 수단, 스와질란드, 시리아, 타이, 동티모르, 토고, 통가, 튀니지, 우간다, 아랍에미리트, 탄자니아, 우즈베키스탄, 바누아투, 베트남, 예멘, 잠비아, 짐바브웨

- 리스트 B (23개국) - 오스트리아, 벨기에, 사이프러스, 덴마크, 핀란드, 프랑스, 독일, 그리스, 아일랜드, 이탈리아, 일본, 룩셈부르크, 몰타, 모나코, 네덜란드, 뉴질랜드, 노르웨이, 포르투갈, 스페인, 스웨덴, 스위스, 터키, 영국

- 리스트 C (32개국) - 아르헨티나, 바하마, 바베이도스, 벨리즈, 볼리비아, 브라질, 칠레, 콜롬비아, 코스타리카, 쿠바, 도미니카 연방, 도미니카 공화국, 에콰도르, 엘살바도르, 그레나다, 과테말라, 가이아나, 아이티, 온두라스, 자메이카, 멕시코, 니카라과, 파나마, 파라과이, 페루, 세인트키츠 네비스, 세인트 루시아, 세인트 빈센트 그레나딘, 수리남, 트리니다드 토바고, 우루과이, 베네수엘라

- 리스트 D (21개국) - 알바니아, 아르메니아, 아제르바이잔, 벨라루스, 보스니아 헤르체고비나, 불가리아, 크로아티아, 체코 공화국, 조지아, 헝가리, 리투아니아, 몬테네그로, 폴란드, 몰도바, 루마니아, 러시아 연방, 세르비아, 슬로바키아, 슬로베니아, 마케도니아 공화국, 우크라이나

- 전 회원국 - 오스트레일리아 (1985~97), 캐나다 (1985~93), 미국 (1985~96). 모두 리스트 B에 속해 있었다.

## 같이 보기
- 유엔 무역 개발 회의
- 유엔 환경 계획
- 유엔 개발 계획
- 유엔 식량 농업 기구
- 세계 은행